# Régine Gordine
Régine Gordine, née Peter le 24 novembre 1915 à Besançon (France) et morte le 20 mai 2012 à Breteuil (Eure), est une pilote de rallye et de circuit. Elle a été l'épouse de Sacha Gordine puis de Léon Storez, le père de Claude Storez.

## Palmarès

### Le Mans
- 24 Heures du Mans 1950, équipière Germaine Rouault, sur Simca-Gordini, abandon

### Rallye Monte Carlo
- 1950, équipière Germaine Rouault, sur coupé Simca 8 No 236. (16e) Coupe des Dames[5].
- 1951, équipière Yvonne Simon, sur coupé Simca 8 sport, No 103, (130e), Coupe des Dames 2e[6]

### Rallye Soleil Cannes
- 1946 (Régine Peter), copilote Germaine Rouault et Suzanne Largeot , sur Delahaye type 135, 1re[7]

Tour de France automobile
- 1951, copilote Mme Boeswillwald sur Peugeot 203, 50e, 2e coupe des dames[8]
- 1952, copilote Germaine Rouault sur Renault 4 cv 1063, 17e

Mille Miglia
- 1955 copilote Lise Renaud sur Moretti 750, abandon
- 1957 copilote Lise Renaud sur Citroen DS 19, abandon